# Culture du bonsaï
 (novembre 2015).
 (mars 2009).
Si vous disposez d'ouvrages ou d'articles de référence ou si vous connaissez des sites web de qualité traitant du thème abordé ici, merci de compléter l'article en donnant les références utiles à sa vérifiabilité et en les liant à la section « Notes et références ».
La culture du bonsaï inclut l'éclairage, le rempotage, la taille et l'arrosage.

## La culture
Chaque espèce de bonsaï a des besoins différents.  Les pins affectionnent le plein soleil, certains érables le redoutent.
Certaines espèces de bonsaï, comme les azalées japonaises habituées à un climat doux, doivent être rentrés dans un local frais et clair pour l'hiver lorsqu'elles sont cultivées sous des climats plus rustiques.
Les essences les plus résistantes peuvent rester dehors telles quelles ou avec une simple protection au niveau du pot. C'est le cas de la plupart des essences locales.
Le bonsaï peut engendrer des passions mais il a besoin de beaucoup de soins, une absence peut lui être fatale, et lorsqu'on part plus de trois jours, il vaut mieux l'emporter ou le confier à un spécialiste.
Le public français semble moins au fait de ce qu'est un bonsaï que ses voisins néerlandais ou anglais. De nos jours, En France, 90 % des bonsaïs dits « d'intérieur » (bonsaïs faits à partir d'espèces tropicales non adaptées au climat plus froids) sont voués à une mort rapide quelques semaines après leur achat.
Cette mort rapide est principalement induite par une mauvaise connaissance des besoins des arbres et aussi à une mauvaise période d'acclimatation.
La plupart de ces « intérieurs » demandent un hivernage dans un endroit clair, frais et humide. Achetés en hiver alors qu'ils viennent de serres lumineuses et humides, ils sont souvent placés dans des appartements sombres, surchauffés et secs. C'est souvent ce qui cause leur mort dans les semaines ou mois qui suivent.
Il est plus sage de se tourner vers les arbres d'extérieur si on ne dispose pas d'un lieu d'hivernage adéquat.
Les Ficus, Portulacaria et Crassula sont parmi les espèces les plus faciles à entretenir en "bonsaï d'intérieur". 
Pour l'extérieur, les plus résistants sont les pins, les ifs et les genévriers, parmi les feuillus, on peut conseiller le cotoneaster, les ormes de Chine et les érables palmés (acer palmatum). 
D'une façon générale, il faut se méfier du vent qui déshydrate.

## L'éclairage
Les espèces de bonsaï élevées en intérieur sont généralement originaires de régions chaudes et ensoleillées et nécessitent donc un maximum de lumière. C'est pourquoi il faut que l'arbre soit situé le plus proche possible d'une fenêtre (moins d'un mètre). En effet, le verre filtre la lumière et l'énergie lumineuse diminue rapidement, sachant qu'un simple vitrage peut déjà réduire de moitié l'énergie disponible. 
Pour pallier le manque d'éclairage lors des journées courtes de l'hiver, un éclairage d'appoint peut être installé en complément de la lumière naturelle. Il faut pour cela se procurer une lampe ou un néon d'aquarium avec une température de couleur de 6 500 K (couleur blanche très vive) qui stimulera la photosynthèse. L'éclairage artificiel doit durer de 12 h à 18 h par jour. C'est pourquoi, pour des raisons économiques, il est très intéressant de se procurer des lampes fluorescentes à basse consommation d'énergie d'environ 20 W (1200 lumens environ) qui équivalent à des lampes classiques de 100 W. Il peut être utile de relier le système à un programmateur pour que l'éclairage s'effectue tous les jours aux mêmes heures.

### Ombre claire
Pour les azalées et rhododendrons, camélias, bambous et érables du Japon, ormes, hêtres

### Ombre vraie
Pour les sujets précédents au cours des mois de juillet et août.

### Soleil le matin
(lumière du jour abondante du lever du soleil jusque vers 14-15 heures)
Cotonéasters, arbres feuillus européens, camélias et même azalées.

### Vraie exposition sud
On peut opter pour l'exposition plein sud pour toutes les espèces de bonsaïs entre février et avril, en leur garantissant toujours une position 'hors-gel'. Un abri filtrant à claire-voie peut être nécessaire en mai-juin ou en septembre.
Cerisiers et glycines ont besoin de beaucoup de lumière pour pouvoir correctement fleurir. Le manque de lumière se traduit généralement par l'étiolement de leur feuillage.

## Le rempotage et le substrat
Un rempotage des bonsaï s'avère nécessaire tous les deux à trois ans suivant l'espèce. Il s'effectue dans la majorité des cas entre avril et juin (se référer à la fiche espèce correspondante pour plus de précisions). Son substrat se doit d'être drainant afin d'éviter une trop grande rétention d'eau au fond du pot et ainsi d'empêcher la moisissure des racines. Pour cela il est recommandé d'utiliser de l'akadama, de la pouzzolane, de la pumice (également connue sous le nom de « pierre ponce ») et du sable grossier aux proportions différentes selon les espèces. Il n'existe pas de mélange idéal et chaque adepte de bonsaï a sa propre recette forgée sur son expérience personnelle. Il n'est pas forcément conseillé d'utiliser les terreaux "spécial bonsaï" vendus en France dans les grandes jardineries, qui malgré leur nom ne conviennent pas toujours à la culture de bonsaï. 
Tableau récapitulatif des rempotages
| Espèce        | Période                    | Fréquence      |
| ------------- | -------------------------- | -------------- |
| Bougainvillea | Mars à mai                 | 2 ans          |
| Buxus         | Mars à mai                 | 2 ans          |
| Carmona       | Mai à juin                 | 2 à 3 ans      |
| Celtis        | Avril à juin               | 2 ans          |
| Eugenia       | Mai à juin                 | 2 ans          |
| Ficus         | Mai à juin                 | 3 ans          |
| Ligustrum     | Mars à mai                 | 1 an           |
| Murraya       | Mai à Juin                 | 2 ans          |
| Olea          | Mars à mai                 | 2 ans          |
| Salix         | mars-avril et juin-juillet | 1 à 2 fois/ans |
| Larix         | mars à mai                 | 1 à 3 ans      |
| Ginkgo        | mars à mai                 | 2 à 3 ans      |

| Espèce       | Période         | Fréquence |
| ------------ | --------------- | --------- |
| Pistacia     | Mars à mai      | 2 ans     |
| Podocarpus   | Avril à juin    | 2 à 3 ans |
| Portulacaria | Avril à juin    | 3 ans     |
| Punica       | Mars à mai      | 2 ans     |
| Rhododendron | Après floraison | 2 à 3 ans |
| Sageretia    | Avril à juin    | 2 ans     |
| Serissa      | Avril à juin    | 2 ans     |
| Ulmus        | Avril à juin    | 1 à 2 ans |
| Quercus      | mars à mai      | 1 à 3 ans |
| Zelkova      | mars à mai      | 1 à 2 ans |
| Taxus        | mars à mai      | 2 à 3 ans |

## La taille
Les bonsaïs doivent être taillés au niveau des branches et des feuilles, lors de leur pousse, mais aussi au niveau des racines, lors du rempotage.
On peut distinguer 2 types de taille : d'une part, la taille d'entretien qui permet au bonsaï de garder sa forme générale (en coupant "ce qui dépasse") et, d'autre part, la taille de structure qui donne au bonsaï sa forme particulière.

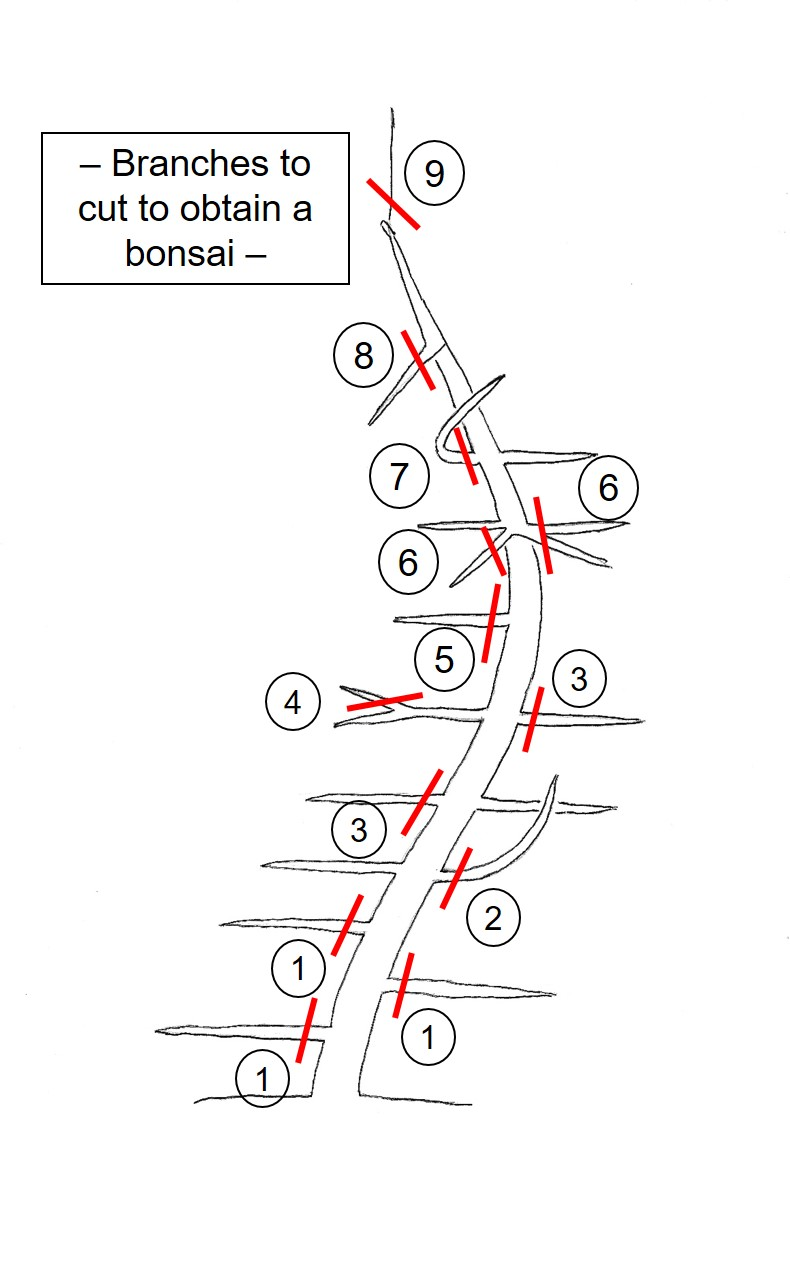
Branches à couper pour obtenir un bonsaï

1. Branches trop basses sur le tronc

2. Branche en croisant d'autres

3. Branches opposées. Couper alternativement à droite et à gauche

4. Branche en Y. Privilégier les branches vers le bas

5. Branche à l'intérieur d'un coude du tronc

6. Branches en roue de chariot

7. Branche revenant vers le tronc

8. Branche vers le bas

9. Écimage. S'efforcer de couper au-dessus d'un bourgeon

## L'arrosage

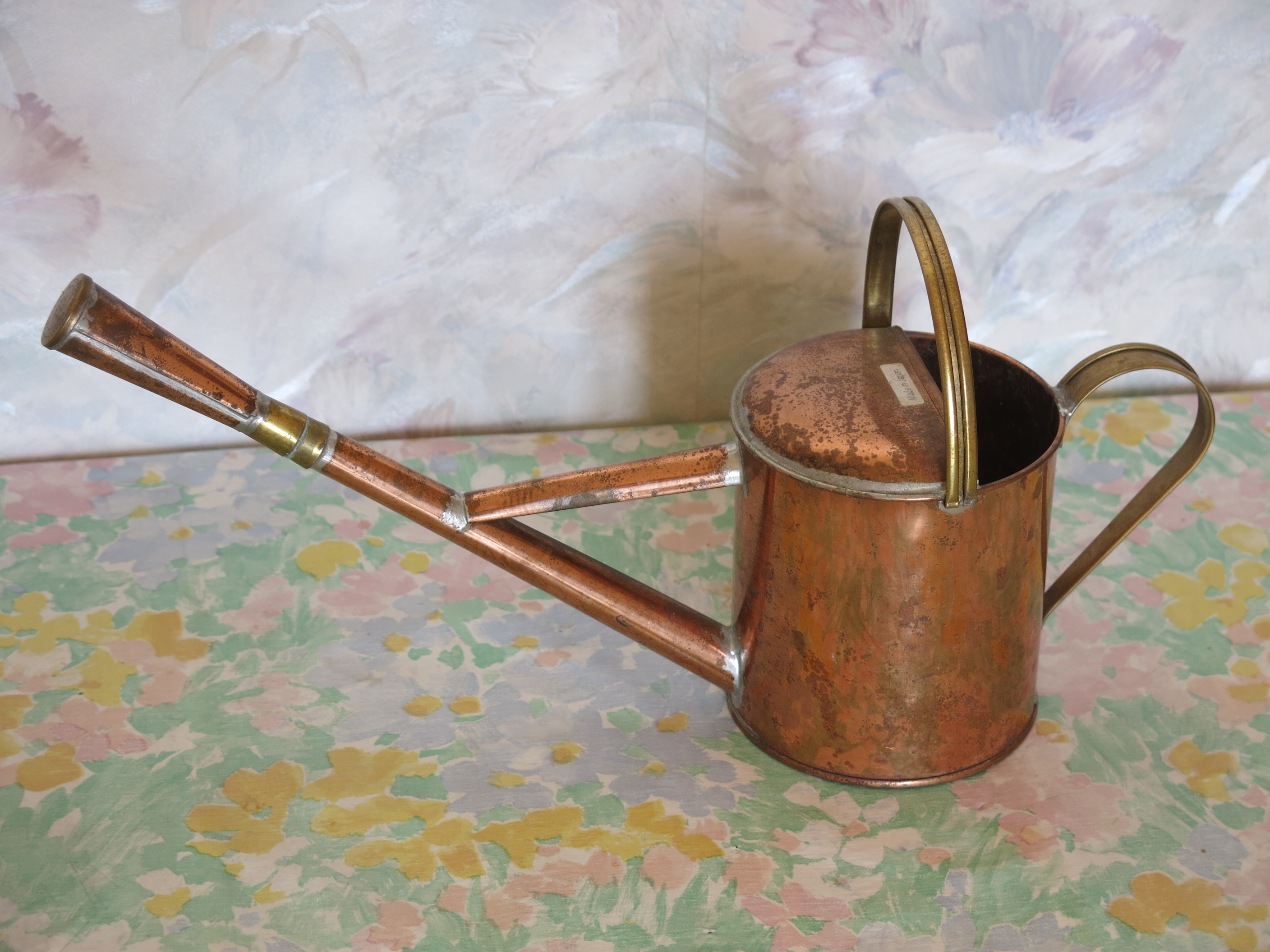
Arrosoir pour bonsai avec un long bec pour diffuser l'eau en fines gouttes.

Un arrosage quotidien est conseillé. 
Il est aussi recommandé de la faire autant qu'il se peut sans alourdir la terre, par gouttelettes, en plongeant le fond du pot dans un bac d'eau, l'usage d'un petit arrosoir ou vaporisateur trouve ici son utilité. 
L'eau doit être à température ambiante pour éviter le gel des racines, ou d'éventuels chocs thermiques. 
Il est important de bien observer la réaction du bonsaï à son arrosage, la texture et la couleur de ses feuilles sont un indicateur fiable et rapide, d'autant plus l'apparition de bourgeons.
Il dépend beaucoup des qualités du pot, de sa taille, de sa forme plate ou fermée, de l'importance de l'absorption c'est-à-dire du volume pressenti de racine, de la température, de l'exposition au soleil, de la qualité de la terre, sableuse, ou plutôt noire.  
Demandant un soin quotidien important, l'arrosage est déterminant dans l'entretien du bonsaï, c'est un art plus sollicité que la taille ou le choix de l'espèce, c'est ce qui détermine la forme de la terre au pied, la présence de mousse, la présentation du bonsaï, selon son support. 
Un arbre résistant supporte des écarts de traitement, et donne une meilleure croissance, certains dans des conditions semblables réagissent de façon opposées, alors qu'il s'agit d'une même espèce. 
Un mauvais arrosage est la cause première de la fin d'un bonsaï récemment acheté. Les fiches techniques indiquent souvent qu'il faut maintenir la motte humide, ce qui est le meilleur moyen d'entrainer un pourrissement des racines, fatal pour l'arbre. Seul le saule supporte en été les pieds dans l'eau. Il faut laisser le substrat sécher légèrement entre deux arrosages. Pas de fréquence établie — par exemple tous les deux jours — mais une observation des besoins de l'arbre.